# Stefan Traczewski
Stefan Traczewski (ur. 1 listopada 1898 w Hinowicach, zm. 14 lutego 1942 w Wielkiej Brytanii) – polski prawnik, ziemianin, rolnik, działacz społeczny, polityk, poseł na Sejm w II RP.

## Życiorys
1 listopada 1898 w Hinowicach. Studiował prawo na Uniwersytecie Jana Kazimierza we Lwowie.
Pracował jako radca lwowskiej Izby Rolniczej. Był prezesem okręgowego Towarzystwa Rolniczego i kierownikiem delegatury Małopolskiego Towarzystwa Rolniczego na województwo tarnopolskie. W latach 30. mieszkał w Słowicie (gmina Gliniany).
W 1935 roku został posłem IV kadencji (1935–1938) wybranym z listy państwowej 102 559 głosami z okręgu nr 62 (powiaty: złoczowski, kamionecki, radziechowski i brodzki). Pracował w komisji budżetowej (zastępca członka).
Podczas II wojny światowej był rotmistrzem Polskich Sił Zbrojnych w Wielkiej Brytanii. Zmarł 14 lutego 1942. Został pochowany na cmentarzu Wellshill w szkockim Perth.

## Ordery i odznaczenia
- Złoty Krzyż Zasługi (11 listopada 1934)[4]